# Deutschlandhalle
Deutschlandhalle var en evenemangsarena i stadsdelen Westend i Berlin.
Deutschlandhalle byggdes inför sommar-OS 1936 efter ritningar av Franz Ohrtmann och Fritz Wiemer. Hallen invigdes av Adolf Hitler 1935. Under 1930-talet hölls här stora sportevenemang, shower och nazistpartiet höll propagandaföreställningar för massorna. Under OS 1936 ägde tävlingar i brottning, tyngdlyftning och boxning rum i Deutschlandhalle.
Deutschlandhalle förstördes i ett bombanfall i januari 1943 men återuppbyggdes efter kriget. Från 1957 har shower som Holiday on Ice spelats här. Den har återkommande varit en stor boxningsarena. Den har också använts för konserter, bland andra har Beatles, Rolling Stones, The Who, Queen och Jimi Hendrix spelat här.
Deutschlandhalle revs i slutet av 2011.